# رومی آفریقایی
رومی آفریقایی یا لاتین آفریقایی یک زبان رومی منقرض‌شده در استان آفریقای روم است که در زمان امپراتوری روم و اوایل بیزانس و چندین قرن پس از الحاق منطقه به سرزمین‌های خلافت اموی گویش می‌شد.